# Kim Tal-su
Kim Tal-su (koreanisch 金 達寿, jap.-kor. Kimu Darusu/Tarusu bzw. jap. Kin Tatsuju; * 27. November 1919 in Keishō-nandō, Provinz Chōsen, Kaiserreich Japan (heute: Gyeongsangnam-do, Südkorea); † 24. Mai 1997) war ein japanischer Schriftsteller koreanischer Herkunft.

## Leben und Wirken
Kim kam 1929/30 im Alter von zehn Jahren mit seiner Mutter nach Japan. Er war genötigt, für die Finanzierung seines Schulbesuches u. a. als Essenverkäufer und Müllsammler zu arbeiten. Nach dem Besuch der Nihon-Universität war er bis zum Ausbruch des Zweiten Weltkriegs Reporter für die Zeitung Kanagawa Shimbun (神奈川新聞).
Nach dem Krieg gab Kim ein japanischsprachiges Magazin über Korea heraus, das „Minshu Chōsen“ (民主朝鮮). Dann wandte er sich der Belletristik zu und veröffentlichte 1954 seinen ersten Roman, „Gendai Nada“ (現代灘), der auf seinen Erfahrungen als koreanischer Reporter während des Krieges basiert.
Kims Bücher erfassen, oft mit Humor und Lockerheit, die Schwierigkeiten der Koreaner, die unter der japanischen Herrschaft im eigenen Lande litten und auch die Schwierigkeiten der Koreaner, die nach dem Krieg in Japan ohne Rechte hängengeblieben sind. Unter den weiteren Werken ist „Paku Taru no Saiban“ (朴達の裁判) „Prozess des Park Tal“, aus dem Jahr 1959 zu nennen.
In den späteren Jahren befasste Kim sich mit den Ergebnissen archäologischer Forschung in Japan, bei der viele Objekte koreanischer Herkunft zutage getreten sind. Ergebnisse publizierte er von 1970 bis 1984 in einer Serien „Nihon non naka no Chōsen bunka“ (日本の中の朝鮮文化) – „Koreanische Kultur mitten in Japan“.

## Werke
- Kimu Tarusu, Nishino Tatsukichi shuu, 1969
- Waga bungaku, 1976
- Waga minzoku, 1976
- Waga bungaku to seikatsu, 1998
- Minaosareru kodai no Nihon to Chōsen, 1994
- Ilbon sok umit Bogeni Han'guk munhwa, 1986
- Kodai Nihon to Chōsen bunka, 1984
- Kimu Tarusu shōsetsu zenshū, 1980
- Kodai Nitchō kankei shi nyūmon, 1980
- Rakushō, 1979
- Shōsetsu zainichi Chōsenjinshi, 1975
- Nihon no naka no Chōsen bunka, 1970
- Taihaku Sanmyaku, 1969
- Chōsen : minzoku, rekishi, bunka, 1958
- Fuji no mieru mura de, 1952
- Hanrangun, 1950